# Bajo Cinca
El Bajo Cinca (Cinca Baixa en, aragonés; Baix Cinca en catalán; oficialmente Bajo Cinca/Baix Cinca) es una comarca aragonesa (España) situada al este de la comunidad. Su capital es Fraga.

## Municipios
La comarca engloba a los municipios de Ballobar, Belver de Cinca, Candasnos, Chalamera, Fraga, Mequinenza, Ontiñena, Osso de Cinca, Torrente de Cinca, Velilla de Cinca y Zaidín. Los 11 municipios que la integran son de la provincia de Huesca, a excepción de Mequinenza que pertenece a Zaragoza.

## Geografía
El Bajo Cinca limita al este con la comunidad autónoma de Cataluña, al norte con la Comarca del Cinca Medio y La Litera, al oeste con Los Monegros y al sur con el Bajo Aragón. Todos los municipios de la Comarca del Bajo Cinca pertenecen a la provincia de Huesca a excepción de Mequinenza que lo hace a la provincia de Zaragoza.
La comarca se asienta en el tramo final del río Cinca, en el centro de la depresión del Ebro Medio, a caballo entre las provincias de Zaragoza, Huesca y Lérida. El río Cinca, eje histórico y cultural, es el eje que divide el Bajo / Baix Cinca asimétricamente y que aglutina a casi todos los núcleos, exceptuando Candasnos.
Su geografía está caracterizada por el contraste de las riberas fértiles del Ebro, Cinca y Segre y el secano que se extiende fuera de los valles. En los últimos años también se ha desarrollado el regadío en las zonas de secano, con lo que el paisaje se ha modificado ligeramente para adaptarlo a las necesidades agrícolas.
Su relieve ha sido fruto de miles de años de trabajo del río Cinca que, con el devenir de los años, fue excavando su cauce formando amplias y desiguales terrazas a ambas orillas de su cauce, que históricamente han sido convertidas en fértiles huertas.
El paisaje constituye un verdadero patrimonio natural que los pueblos bajocinqueños están empeñados en conservar. El impresionante contraste entre las riberas de los ríos repletas de verdor y la tierra árida de los Monegros ofrece una inigualable variedad de ecosistemas. Se puede encontrar desde fauna y flora con características típicas de las estepas y los desiertos hasta la enorme riqueza ornitológica que abunda a orillas de los ríos. De especial importancia natural es el conocido como Aiguabarreig ("mezcla de aguas" en catalán) que se forma en el tramo final de la confluencia del río Cinca, Segre y Ebro en Mequinenza.

## Climatografía
La climatología se caracteriza por ser continental y con escasez de lluvias, hecho que condiciona la vegetación del Bajo / Baix Cinca. Los meses más cálidos son julio y agosto, donde la temperatura puede alcanzar los 35 °C o en ocasiones hasta 40 °C. En cambio en los fríos meses de diciembre y enero las temperaturas oscilan entre los 0 °C y -5 °C. La comarca recibe el viento frío y seco del cierzo que desciende a lo largo del valle del Ebro.
El nivel de precipitaciones media oscila entre los 300 y 400 mm repartidos de forma muy irregular durante todo el período anual. Son habituales los períodos prolongados de sequía durante el año.

## Institución
La comarca se aprobó por la Ley 20/2002, publicada el 7 de octubre de 2002 en el Boletín Oficial Aragonés. Aunque no se constituye oficialmente hasta el 27 de noviembre del 2002, asume sus competencias a partir del 1 de enero de 2003. Su capital es Fraga, está considerada por las Directrices Generales de Ordenación Territorial de la Diputación General de Aragón como cabecera supracomarcal o subregional debido a su influencia en un ámbito muy superior al de su propia comarca.

## Población
La transformación socioeconómica experimentada en España en la década de los 60 provocó territorialmente una doble corriente de emigración: desde las zonas de interior hacia la periferia y desde los núcleos rurales hacia los urbanos. Para la comarca del Bajo / Baix Cinca, al igual que para otras zonas de Aragón, supuso una fuerte despoblación de sus núcleos rurales y la concentración de una parte de la población en la capital de la comarca.
La población de la comarca, representa un 11,03% del total de la provincia de Huesca. La proporción entre hombres y mujeres es bastante homogénea. En Fraga es donde se concentra la mayor parte de la población, seguido por Mequinenza con casi un 9,64% del total comarcal. Todos los municipios presentan un decrecimiento histórico de la población a excepción de Fraga.

## Economía
La comarca del Bajo / Baix Cinca es una de las comarcas más dinámicas de Aragón propiciado fundamentalmente por el sector agrario. El porcentaje de población ocupada agraria respecto a la total es del 25,5% configurando un importante valor añadido el sector de la fruta dulce. El Bajo / Baix Cinca es la comarca aragonesa con más presencia de hectáreas cultivadas en este sector. El Bajo / Baix Cinca ha sido desde siempre una zona eminentemente agrícola por dos razones fundamentales, la primera porque tradicionalmente y culturalmente ha estado asociada al campo, y la segunda debido al factor climatológico y al bajo índice de pluviosidad. Es un sector muy importante con un considerable aumento en la producción debido a la modernización de las explotaciones agrícolas y al incremento de la superficie regable Mequinenza, con regadíos que alcanzan las 3000 hectáreas, es uno de los motores comarcales que lidera este sector dedicado principalmente al melocotón, la cereza, el olivo y el almendro.
La industria en el Bajo / Baix Cinca se sustenta principalmente en las actividades industriales. El sector agroindustrial presenta un alto porcentaje de empresas, y su protagonismo en relación con el empleo directo e indirecto es muy significativo. El sector servicios también es relevante para la economía de la zona, representando la segunda fuente de ingresos para la población, con una especial importancia del sector turístico en zonas como Mequinenza que cuentan con numerosas empresas de turismo activo,de pesca deportiva y de turismo cultural que atraen a visitantes tanto nacionales como internacionales durante todo el año.
Históricamente, el sector de producción de energía ha estado concentrado en Mequinenza con su cuenca carbonífera que ha sido explotada durante más de 150 años a través de la minería y mediante la construcción de embalses hidroeléctricos como la presa de Mequinenza, conocido también como Mar de Aragón.
La localización geoestratégica de la zona ha posibilitado el proyecto de construcción en Fraga de la Plataforma Logística de Transporte cuyo desarrollo se está realizando en la actualidad y de otros polígonos industriales que se ven favorecidos por su situación geográfica.

## Historia
La Comarca del Bajo / Baix Cinca está situada en una posición privilegiada y estratégica que la ha convertido en lugar de encuentro de civilizaciones, culturas y lenguas. Está atravesada por el río Cinca, al que debe su nombre, río que recibe las aguas del Alcanadre y se une finalmente al río Segre que termina depositando sus aguas en el río Ebro en Mequinenza.
La comarca atesora numerosos vestigios de pueblos prehistóricos (como los yacimientos arqueológicos de Castellets o Riols en Mequinenza) iberos, iberorromanos, romanos (como Villa Fortunatus), visigóticos, árabes, judíos y cristianos. Fruto de ello es una mezcla de arte románico, gótico y mudéjar que invade el patrimonio de una comarca milenaria. Destacan especialmente numerosas pinturas y grabados asociados encontrados en Mequinenza, pertenecientes al Arte rupestre del arco mediterráneo de la península ibérica, y declarados Patrimonio de la Humanidad por la UNESCO en 1998: Barranco de Campells I, Barranco de Campells II, Barranco de La Plana I, Barranco de La Plana II, Camino de la Cova Plana I, Camino de la Cova Plana II, Mas de Patriciel I, Roca de Marta, Sierra de los Rincones I, Valmayor IV, Valmayor V, Val de Caballé, Val de Mamet I, Val de Mamet II y Vallbufandes I.
Están declarados Bien de Interés Cultural en la categoría de zona arqueológica: Villa Fortunatus y El Pilaret de Santa Quiteria en Fraga, Mas de Fayonet I, Vallbufandes, Valmayor I y Valmayor IV en Mequinenza, y El castellazo en Ballobar. En la categoría de monumento podemos encontrar: la Torre de los Frailes, la Torre del Pilaret de Santa Quiteria y el castillo en Fraga, la Cruz de Escarpe y el Castillo de Mequinenza en Mequinenza, el castillo de Zaidín, la ermita de Santa María en Chalamera y el castillo de Torrente de Cinca. Además, la comarca cuenta con tres museos en Mequinenza (agrupados en los Museos de Mequinenza) y dos situados en Fraga como la Casa Museo de Salvador Sabaté y el del Palacio de Montcada.

## Cultura
Del conjunto artístico a destacar la iglesia parroquial de san Pedro y Villa Fortunatos, ruinas de una villa romana (ambas en Fraga), las ermitas románicas de Santa María de Chalamera y de San Valero de Velilla, las iglesias románicas de Ballobar y Ontiñena

### Castillo de Mequinenza

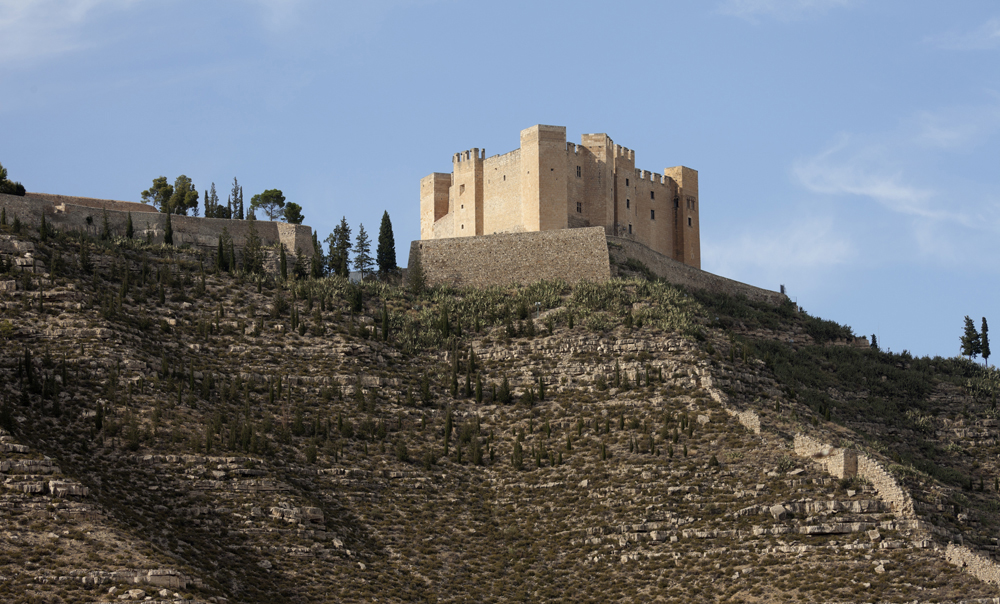
Castillo de Mequinenza.

El edificio se alza casi al borde de un gran precipicio divisando la unión de los ríos Ebro, Segre y Cinca. Su planta es un cuadrilátero irregular, con siete torreones rectangulares excepto uno, el más robusto, que es curiosamente de planta pentagonal. Dos torreones flanquean la pequeña puerta que es semicircular, bajo escudo y protegida por una buharda. Pocas fortalezas tendrán un mejor emplazamiento que ésta, contemplando un extenso e impresionante paisaje sobre la confluencia de los tres ríos y sus tierras circundantes hasta alcanzar con la vista los Pirineos. No deja de sorprender que los Moncada, señores de la baronía de Mequinenza escogieran este nido de águilas para su fortificación. El edificio es un auténtico Castillo-Palacio, uno de los mejores que el arte gótico legó a la Corona de Aragón, datado en los siglos XIV y XV.
Fortaleza árabe, construida por la tribu bereber de los Miknasa hacia el siglo XII, tribu que también dio nombre a la población. Con la reconquista cayó en manos de Ramón Berenguer IV, y tras ser pertenecer a la corona pasó a manos de la familia noble de los Moncada. Uno de los grandes asedios de la plaza se sufrió durante la Guerra de la Independencia cuando fue conquistado por las tropas del mariscal Suchet, y perteneció hasta 1814 al gobierno francés. Mequinenza pasó a ser inscrito en letras grandes en una de las columnas exteriores en el Arco del Triunfo de París como una de las grandes victorias francesas en la península ibérica.
Actualmente el castillo es propiedad privada de la Fundación ENDESA. Para poder visitar el castillo es necesario solicitar la visita con antelación en la Oficina de Turismo del Ayuntamiento de Mequinenza. Las visitas guiadas se realizan los martes por la mañana con solicitud previa.

### Museos de Mequinenza

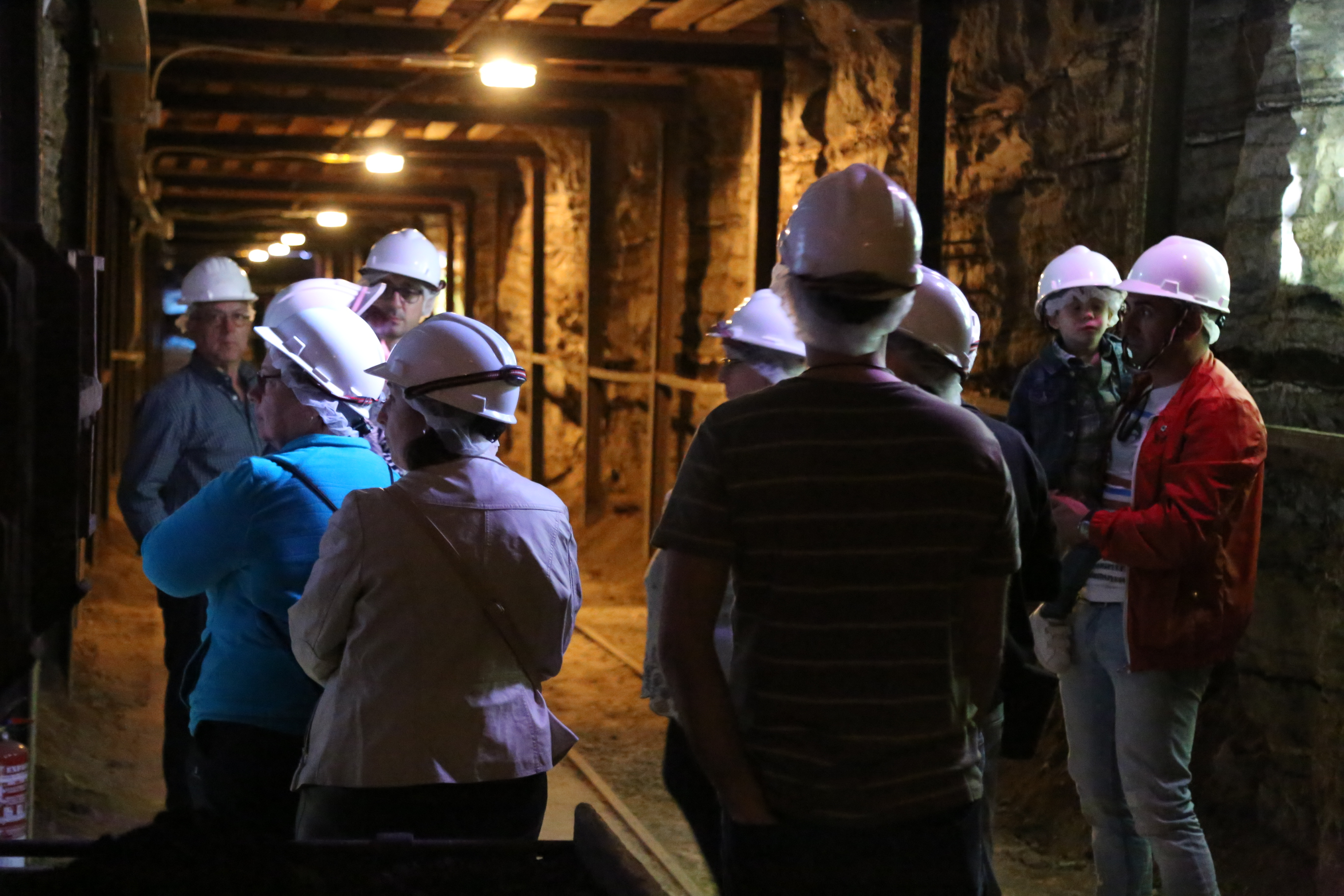
Museo de la Mina de Mequinenza.

En los Museos de Mequinenza se puede explorar una galería minera subterránea de carbón de más de 1000 metros de recorrido en el Museo de la Mina, recorrer la historia de la población hasta la desaparición de la antigua villa bajo las aguas del río Ebro en el Museo de Historia o descubrir cómo se vivía durante la Prehistoria en el Museo del Pasado Prehistórico. Inaugurados en 2008, están ubicados en el antiguo Grupo Escolar María Quintana que acogía las antiguas escuelas de la población construidas en 1929 y uno de los pocos edificios supervivientes del derribo del Pueblo Viejo de Mequinenza tras la construcción de los embalses de Ribarroja y Mequinenza.

### Pueblo Viejo de Mequinenza
El pueblo viejo de Mequinenza estuvo situado en la margen izquierda del río Ebro, justo en el punto en que confluyen con las aguas del Segre y del Cinca. Fue derribado prácticamente de forma completa durante la construcción del embalse de Ribarroja. Constituía un núcleo urbano con características propias de las localidades del tramo bajo del Ebro, con una trama urbana que se remontaba a la época musulmana. Gracias a los ríos, Mequinenza estableció un comercio fluvial en toda regla, que dio prestigio, no sólo a los navegantes mequinenzanos sino también a los carpinteros "calafateros", a los sogueros y al milenario Camino de Sirga del Ebro. En la época de esplendor se llegó a tener una flota de más de 16 llaüts, embarcaciones típicas del tramo bajo del Ebro que transportaban entre 18 y 30 toneladas, normalmente de lignitos extraídos de la cuenca minera mequinenzana.

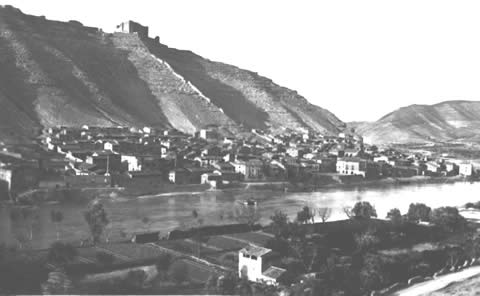
Pueblo Viejo de Mequinenza antes de su inundación parcial por el embalse de Ribarroja.

Con la llegada de la empresa ENHER y la construcción de los embalses de Mequinenza y Riba-roja, la vida cambió para la antigua población a orillas del Ebro. Las industrias empezaron a cerrar debido al aumento significativo del nivel de agua de la presa de Ribarroja y la población empezó a reclamar alternativas a la inundación del núcleo urbano. Empezaba así un éxodo para los habitantes de Mequinenza que tuvieron que abandonar sus casas para pasar a vivir a una nueva población.
Parte de la antigua población de Mequinenza puede visitarse hoy en día porque se ha convertido en un gran parque de la memoria al aire libre. Se han recuperado de entre las runas los trazados originales de las calles y de las casas que quedaban por encima del nivel del agua. La Mequinenza antigua, el “Pueblo Viejo” como la conocen los mequinenzanos, es una invitación a pasear por el recuerdo de sus calles y callejones, a redescubrir parte de la antigua iglesia, a imaginar los antiguos muelles y conocer mil historias, curiosidades y leyendas de aquella milenaria e histórica villa de navegantes y mineros a orillas del río Ebro.

### Jesús Moncada
Mequinenza es también un punto de referencia para los amantes de la literatura. Jesús Moncada, el escritor más universal de la población, convirtió la antigua Mequinenza en el escenario protagonista de las múltiples historias personales narradas en sus libros. La novela Camino de Sirga, traducida a más de 20 idiomas (entre ellos el japonés, el sueco o el vietnamita), resulta un amalgama de personajes e historias evocador de la antigua Mequinenza y su trágica desaparición.
Considerado uno de los autores en catalán más importantes de su época, recibió varios premios por su obra, entre otros el Premio Ciudad de Barcelona o el Premio Nacional de la Crítica en 1989 por Camí de sirga (Camino de sirga) o la Creu de Sant Jordi, otorgada por la Generalidad de Cataluña en el año 2001. En el 2004 recibió el Premio de las Letras Aragonesas que recogió unos meses antes de su fallecimiento.
De entre los escritores que han nacido en la comarca, hay que destacar también a Ramón J. Sénder.

### Lenguas propias
La comarca es bilingüe. Los municipios de Mequinenza, Torrente de Cinca, Velilla de Cinca y Zaidín son mayoritariamente catalanoparlantes mientras que Fraga aglutina un porcentaje similar de población catalanohablante y castellanohablante. Municipios que pertenecen a la llamada franja en Aragón. 
Por otro lado los municipios de Ballobar, Belver de Cinca, Candasnos, Chalamera, Ontiñena y Osso de Cinca son hoy castellanohablantes pero con numerosos de aragonesismos.

## Naturaleza
Las plantas dominantes en la región son especies mediterráneas adaptadas a la sequía y a las duras condiciones climatológicas. Son plantas poco exigentes, de gran amplitud geológica como el pino carrasco, la coscoja, el romero o el tomillo. La fauna está ligada a la vegetación esteparia, de ribera y de la zona desértica de Monegros. El sapillo pintojo, el común, la tortuga de agua, el lagarto ocelado o la culebra meridional son los principales en cuanto a anfibios y reptiles. Mientras que entre los mamíferos podemos observar erizos, roedores y murciélagos que viven junto a zorros, conejos y ciervos. Por lo que respecta a las aves, el territorio cuenta con seis Zonas de Especial Protección para las Aves que son: El Basal, Las Menorcas y Llanos de Cardiel; el embalse de Pas y Santa Rita; La Retuerta y las Saladas de Sástago; el Aiguabarreig; la sierra de Alcubierre y Valcuerna, Serreta Negra y Liberola. En estos lugares podemos observar aves como la avutarda, la ganga común, la churra o la ortega u otras más pequeñas como las cogujadas, la collalba rubia o la terrera.

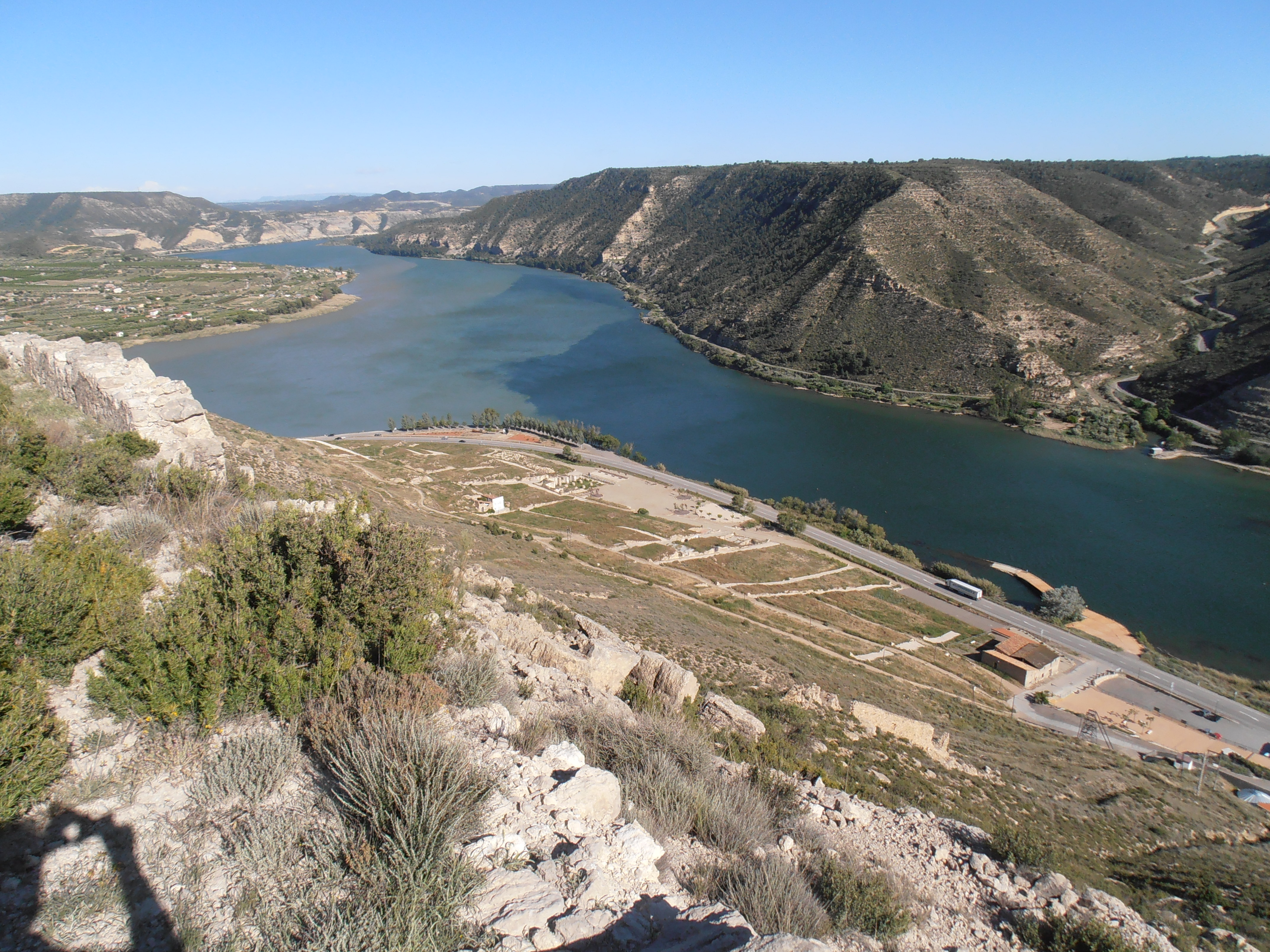
Vista del Aiguabarreig desde el Castillo de Mequinenza.

### Aiguabarreig Ebro-Segre-Cinca
En la zona sur del Bajo Cinca se sitúa Mequinenza y la confluencia de los ríos Cinca, Segre y Ebro se ubica el Aiguabarreig un espacio con gran riqueza natural y una gran variedad de ecosistemas que abarcan desde las estepas mediterráneas a bosques de ribera, convirtiendo este espacio en un paraíso biológico. Este espacio recibe el nombre de la palabra de origen catalán que designa el lugar en el que dos o más corrientes de aguas se juntan y forman una sola. El Segre y el Cinca forman un primer Aiguabarreig entre las poblaciones de La Granja d’Escarp, Massalcoreig y Torrente de Cinca, a pocos kilómetros convergen con las aguas del Ebro, ya en el término municipal de Mequinenza, conformando la mayor confluencia fluvial de toda la península ibérica y una de las más importantes de toda Europa.
En el Aiguabarreig se encuentran cientos de metros de anchura de agua, numerosas islas fluviales y bosques de ribera, grandes masas de carrizal, playas de guijarros, pozas y galachos. Es un punto de confluencia de la flora esteparia proveniente de la zona árida de Monegros y de la flora mediterránea que asciende por el valle del Ebro. Gracias a estas características conviven especies de ambientes totalmente opuestos. Las aves son el grupo más numerosos y abarcan desde colonias de ardeídas a todo tipo de rapaces y aves propias de ambientes desérticos. También pueden encontrarse reptiles, anfibios y mamíferos, destacando especialmente murciélagos, ciervos, corzos, nutrias y la presencia cada vez más abundante de cabras salvajes.

## Turismo

### Pesca deportiva

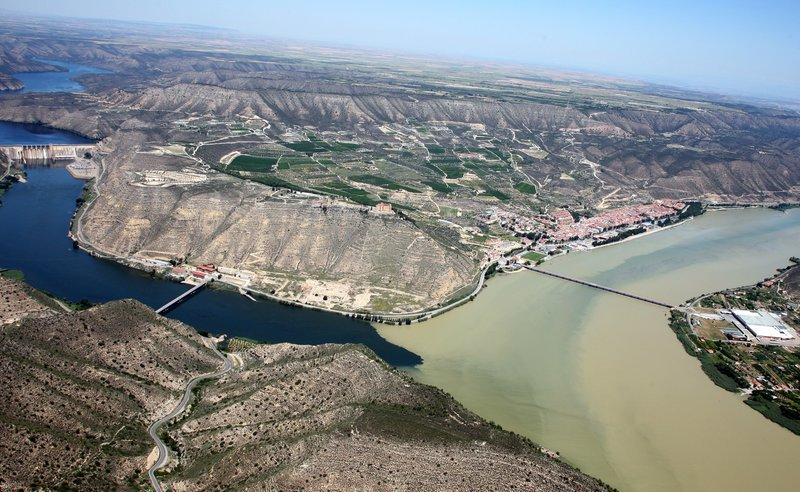
Vista aérea de Mequinenza en la unión de los ríos Ebro (izquierda) y Segre y Cinca (derecha).

Una de las especies más peculiares que se pueden encontrar en Mequinenza es el siluro. Un pez originario de Centroeuropa, que fue introducido de forma ilegal en Mequinenza durante la primavera de 1974. Los primeros siluros que se soltaron eran alevines, a mediados de los 80 empezaron a capturarse piezas de más de un metro de largo y en la actualidad se ha convertido en su mayor hábitat en España. Mequinenza se ha convertido en un lugar internacional de referencia para los amantes de la pesca de toda España y del extranjero (fundamentalmente alemanes, franceses, ingleses, americanos y japoneses), dispuestos a enfrentarse con un pez cuyas características lo han convertido ya en mítico, lográndose ya capturas de 240 centímetros y casi cien kilogramos de peso. También pueden encontrarse otras especies como la carpa común, lucioperca, blackbass o alburnos. En el embalse de Mequinenza se celebran unas 30 competiciones de pesca deportiva cada año.

### Rutas BTT
Mequinenza cuenta con 7 rutas señalizadas para bicicleta de montaña, de senderismo o ecuestre que recorren el término municipal de Mequinenza bajo la marca Senderos Turísticos de Aragón, una iniciativa del área de turismo de la Comarca del Bajo / Baix Cinca en colaboración con el Ayuntamiento de Mequinenza y el Club Ciclista Mequinenza. Se trata de siete recorridos circulares de diversa dificultad que van desde los 7 kilómetros de longitud de la denominada “Segre-Cinca” hasta los 57 de la bautizada como “Vallaserra” y que suman en total cerca de 150 kilómetros de recorrido en el municipio.

### Deportes náuticos y turismo activo

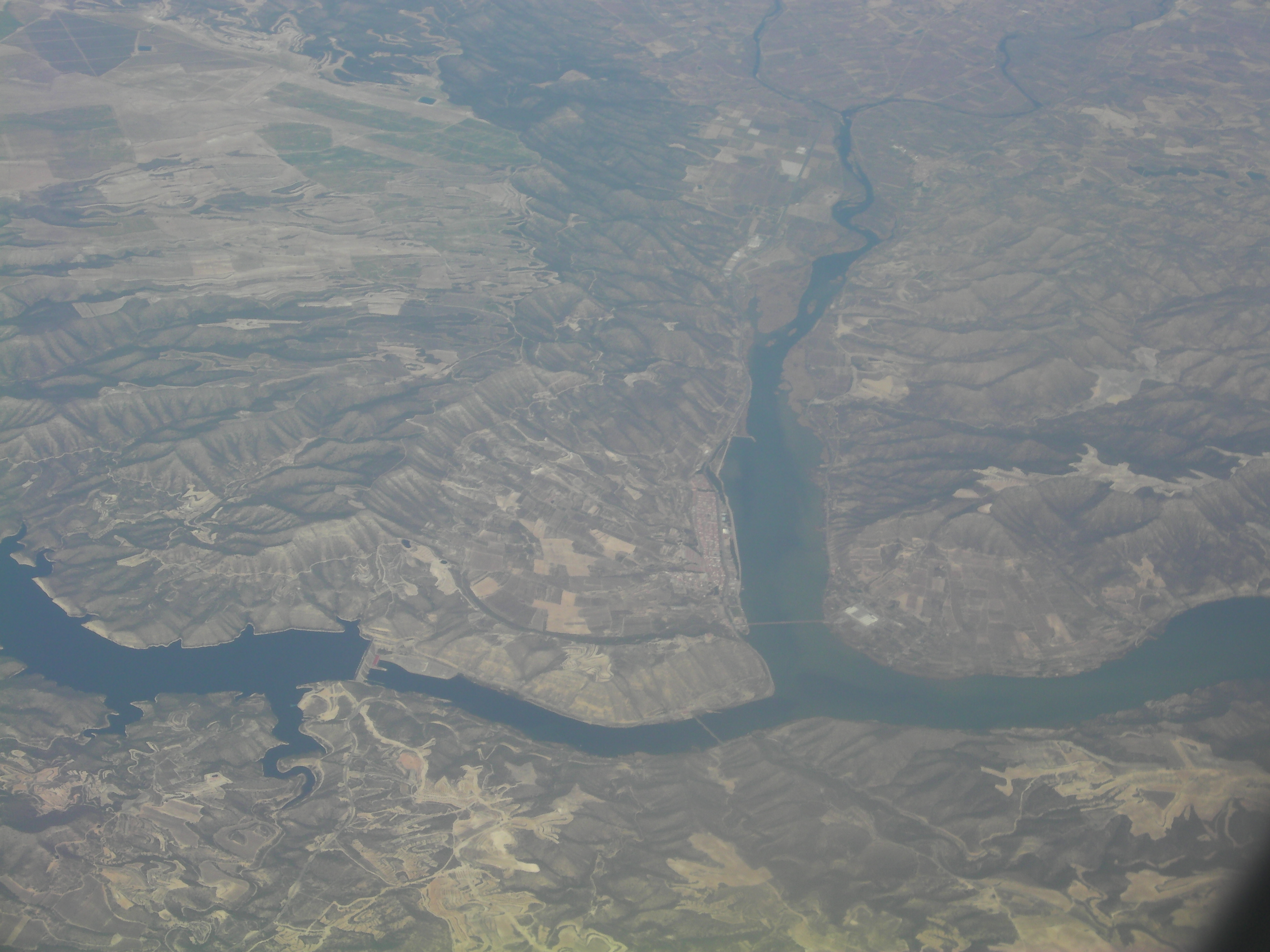
Vista aérea de la confluencia de los ríos Ebro Segre y Cinca frente a Mequinenza.

Mequinenza dispone de un campo de regatas considerado uno de los mejores de España por su excelente accesibilidad, su lámina de agua estable y sus instalaciones deportivas a orillas del embalse. En las tranquilas aguas de su embalse se pueden practicar multitud de deportes. Incluso se puede practicar el esquí acuático con los permisos correspondientes en regla.
Mequinenza es la localidad que registra un mayor número de empresas de turismo activo y aventura (con domicilio fiscal en el municipio) de la provincia de Zaragoza y la quinta a nivel de Aragón. Las empresas de turismo activo y aventura se identifican con un logotipo que representa una rosa de los vientos sobre fondo amarillo y la signatura otorgada por el Gobierno de Aragón. Se trata de garantizar a los visitantes ofreciendo unos estándares de calidad, algo que en el caso de Mequinenza es muy valorado, un hecho que ha convertido a la localidad en un referente de la pesca en Europa y destino preferido de muchos pescadores internacionales.

### Birdwatching
La ríos Cinca, Segre y Ebro, posee un patrimonio natural con una excelente variedad de ecosistemas, que van desde las estepas mediterráneas a bosques de ribera, convirtiéndola en un paraíso con una biodiversidad incomparable. Con los años, la zona se ha convertido en una importante colonia de nidificación para muchas especies de Ardeidas como la garcilla bueyera (Bubulcus Ibis), la garceta común (Egretta Garzetta), el avetorillo común (Ixobrichus minutus), el martinete común (Nycticorax nycticorax), la garceta grande (Ardea alba), la garza real (Ardea cinerea) y la garza imperial (Ardea purpurea). En los bosques de ribera y en los carrizales se pueden observar durante todo el año especies ornitológicas como los rálidos, pícidos, túrdidos, páridos, fríngílidos o emberícidos.

### Productos de proximidad
Así mismo, se pueden encontrar productos de proximidad elaborados en Mequinenza como el aceite de oliva (cabe recordar que a la población se la conocía durante la época musulmana con el sobrenombre de "al-Zaytún" que significaría tierra de olivos) o la miel (siendo históricamente apreciadas la de cerezo, romero y tomillo).
La cereza de Mequinenza es particularmente apreciada ya que la zona ofrece un microclima que permite obtener las primeras producciones de cereza a campo abierto de toda Europa ofreciendo unas cerezas con cualidades organolépticas excepcionales tanto en dureza y color como en dulzura. Las variedades más tempranas se destinan al mercado internacional del centro y norte de Europa, a los Emiratos o incluso a Asia.21 Así mismo, también pueden encontrarse variedades de melocotón, nectarina, uva, paraguayo o platerina.

## Gastronomía
El Bajo / Baix Cinca es una zona de huertas, en la que hay abundancia de fruta fresca y de frutos secos de calidad, algo que se recoge en los postres tradicionales como elmostillo, los farinosos, el empanadón de calabaza, el coc de Fraga o los higos secos. Huerta y ganado ovino son también básicos en los platos de la zona con especial importancia de la carne de caza como el conejo, la liebre, la perdiz, el jabalí o el ciervo.
El Bajo / Baix Cinca proporciona un espacio único para la viticultura que se puede encontrar al norte de la comarca, concretamente en el término municipal de Belver de Cinca. Otro de los ingredientes históricos y con mayor tradición de la región son los aceites de oliva de la variedad arbequina (de sabor suave, aromático, y con toques frutados) y empeltre (de salor suave y dulce, menos intenso que la variedad arbequina). Varias empresas de la zona han sido galardonados en numerosos concursos nacionales e internacionales. No hay que olvidar que históricamente, los árabes denominaron al curso bajo del río Cinca como "río de los olivos" ("Nahr al-Zaytún") término que se incorporó en los topóminos de algunas localidades como Mequinenza, conocida entonces como Miknasa al-Zaytún.

## Fiestas y tradiciones
El Bajo / Baix Cinca es una tierra de frontera donde perviven numerosas tradiciones que se viven a flor de piel. Las Fiestas Mayores de cada municipio, se convierten en uno de los grandes ejes festivos aunque las fiestas se reparten a lo largo del año. En Fraga, es típica la figura de "les dones de faldetes", una festividad que homenajea este traje típico de la localidad bajocinqueña así como la ofrenda a la Virgen del Pilar. En el resto de municipios también se celebran recomendables celebraciones como las fiestas de San Roque en Ballobar, las procesiones de Semana Santa de Belver de Cinca, el reparto de la rosqueta en Candasnos, la romería a la ermita de Santa María de Chalamera el día de San Marcos, las fiestas de Santa Agatoclia de Mequinenza, las fiestas de Santa Reliquia en Ontiñena, la concentración ecuestre del Bajo / Baix Cinca en el mes de junio en Osso de Cinca, la verbena de San Juan en Torrente de Cinca, las fiestas de San Lorenzo en Velilla de Cinca o las fiestas de la Virgen de la Asunción en Zaidín.
Las “Fiestas de San Blas y Santa Águeda” que se celebran en Mequinenza (Zaragoza) el primer fin de semana de febrero fueron declaradas en 2018 como Fiesta de Interés Turístico de Aragón con código F.I.T.A. número 84.

## Lengua
Una de las señas más características de este territorio es su lengua. Más del 80% de los habitantes del Bajo / Baix Cinca hablan el catalán occidental. Las sucesivas civilizaciones que pasaron durante toda la historia por este territorio dejaban su cultura y también su lengua. En este sentido, el catalán aterrizó en este territorio en la época de la Reconquista iniciada por Ramón Berenguer IV que repobló esta región con gentes venidas de Ribagorza, del Pallars y del Urgel. Una lengua que ha sobrevivido hasta la actualidad en su variante oral. La mayoría de sus habitantes son bilingües en castellano -lengua en la que se recibe toda la educación primaria y secundaria- y catalán.

## Territorio y población
| Municipio         | Extensión (km²) | % del total | Habitantes (2018) | % del total | Densidad (hab/km²) | Altitud (metros) | Distancia de Fraga (km) | Pedanías                          |
| ----------------- | --------------- | ----------- | ----------------- | ----------- | ------------------ | ---------------- | ----------------------- | --------------------------------- |
| Ballobar          | 127,7           | 9,0         | 823               | 3,8         | 7,36               | 154              | 19                      |                                   |
| Belver de Cinca   | 82,6            | 5,8         | 1.292             | 5,5         | 16,64              | 196              | 27                      | Monte Julia, San Miguel, Valonga. |
| Candasnos         | 122,4           | 8,6         | 317               | 1,5         | 3,11               | 283              | 25                      |                                   |
| Chalamera         | 11,5            | 0,8         | 108               | 0,5         | 10,00              | 195              | 24                      |                                   |
| Fraga             | 437,6           | 30,8        | 14.979            | 59,0        | 33,48              | 118              | -                       | Litera, Miralsot.                 |
| Mequinenza        | 307,2           | 21,6        | 2.301             | 9,9         | 7,97               | 75               | 19                      |                                   |
| Ontiñena          | 137,0           | 9,7         | 533               | 2,4         | 4,26               | 215              | 31                      |                                   |
| Osso de Cinca     | 27,7            | 2,0         | 687               | 3,2         | 29,09              | 182              | 23                      | Almudáfar.                        |
| Torrente de Cinca | 56,8            | 4,0         | 1.148             | 5,3         | 23,25              | 109              | 7                       |                                   |
| Velilla de Cinca  | 16,5            | 1,2         | 463               | 1,8         | 27,39              | 126              | 11                      |                                   |
| Zaidín            | 92,6            | 6,5         | 1.774             | 7,0         | 18,89              | 155              | 14                      |                                   |
| Total             | 1.419,6         | 100,0       | 24.425            | 100,0       | 17,49              | -                | -                       |                                   |

## Política
| Cargo      | Nombre                            | Ayuntamiento                  | Partido Político |  |
| ---------- | --------------------------------- | ----------------------------- | ---------------- |  |
| Presidente | José Evaristo Cabistañ Cuchi      | Alcalde de Torrente de Cinca  | PSOE             |  |
| Vocal      | Antonio Guisado Lasala            | Concejal de Candasnos         | PSOE             |  |
| Vocal      | Débora Bravo Ordóñez              | Concejal de Mequinenza        | PSOE             |  |
| Vocal      | Esther Saló Urrea                 | Alcaldesa de Ballobar         | PSOE             |  |
| Vocal      | Marta Cabrera Calvera             | Concejala de Fraga            | PSOE             |  |
| Vocal      | Montserrat Villagrasa Alcántara   | Concejala de Fraga            | PSOE             |  |
| Vocal      | Patricia María Ferreira Ferreira  | Concejala de Chalamera        | PSOE             |  |
| Vocal      | Francisco Cervelló                | Concejal de Torrente de Cinca | PSOE             |  |
| Vocal      | José Juan Foj Carrasquer          | Concejal de Belver de Cinca   | PSOE             |  |
| Vocal      | José Luis Blanch Labrador         | Concejal de Zaidín            | PSOE             |  |
| Vocal      | Óscar Moret Raluy                 | Concejal de Osso de Cinca     | PSOE             |  |
| Vocal      | Ángel Ramón Carrasquer Soldevilla | Concejal de Belver de Cinca   | PP               |  |
| Vocal      | Gema María Delpueyo Ballestar     | Alcaldesa de Candasnos        | PP               |  |
| Vocal      | Mercedes Reyes Pascual Isábal     | Concejala de Ballobar         | PP               |  |
| Vocal      | María Carmen Costa Cerezuela      | Concejala de Fraga            | PP               |  |
| Vocal      | María José Vicente Poy            | Concejala de Zaidín           | PP               |  |
| Vocal      | Palmira Zapater Vidal             | Alcaldesa de Chalamera        | PP               |  |
| Vocal      | Sara Campos Chiné                 | Concejala de Osso de Cinca    | PP               |  |
| Vocal      | Julio Aquilué Torres              | Concejal de Ontiñena          | PP               |  |
| Vocal      | Alejandro Poy Escudero            | Concejal de Belver de Cinca   | PAR              |  |
| Vocal      | María Belén Ibarz Ibarz           | Alcaldesa de Velilla de Cinca | PAR              |  |
| Vocal      | Manuel Molina Ibarz               | Concejal de Mequinenza        | PAR              |  |
| Vocal      | Ramón Bautista Salamó Ecequiel    | Concejal de Fraga             | Cs               |  |
| Vocal      | Ángel Miguel Cabrera Callizo      | Concejal de Fraga             | CXF              |  |
| Vocal      | Carlos Manuel Cabós Beltrán       | Concejal de Fraga             | Aragón Sí Puede  |  |

| Elecciones 2019 |        |         |         |            |
| Partido         | Votos  | % Votos | Electos | Consejeros |
| PSOE            | 4.102  | 36,23%  | 42      | 10         |
| PP              | 3.780  | 33,38%  | 30      | 9          |
| PAR             | 1.478  | 13,05%  | 15      | 3          |
| CXF             | 758    | 6,69%   | 2       | 2          |
| C's             | 447    | 3,95%   | 1       | 1          |
| PODEMOS-EQUO    | 337    | 2,98%   | 1       | 0          |
| CH              | 258    | 2,28%   | 0       | 0          |
| PC              | 163    | 1,44%   | 4       | 0          |
| Total           | 11.323 | 100%    | 95      | 25         |

## Personas destacadas
- Agné, Raúl (Mequinenza, 1970) Entrenador de fútbol.
- Barter, Soro, Joan (Mequinenza 1648 - Barcelona 1706) Maestro de capilla de las catedrales de Lérida y Barcelona.
- Beleta, Elvira (Mequinenza, 1891) Superviviente del Campo de Concentración de Ravensbruck.
- Beleta, Maria (Mequinenza, 1914) Superviviente del Campo de Concentración de Ravensbruck.
- Bueno y Alegre, Cosme (Belver de Cinca, 1711 - Lima, Perú 1798). Cosmógrafo.
- Comas i Solanot, Ismael, (Mequinenza,1942) Jugador y entrenador de fútbol.
- Estruga, Santiago (Mequinenza, 1910 - Barcelona, 2003). Pintor.
- Ferrer, Josep (Mequinenza, 1920 - ?) Jugador de baloncesto, entrenador del Toulouse Université Club y formador de jugadores. Medalla de Honor de la Juventud y el Deporte de Francia.

- Ferrer Beltrán, José (Mequinenza,1745 - Oviedo,1815). compositor, intérprete y organista de la colegiata de Tremp y de las catedrales de Lérida, Pamplona y Oviedo
- Galán Castany, Josep (Fraga, 1948 - 2005) fue un filólogo español fundador y director del Institut d'Estudis del Baix Cinca (1981 a 2004).
- Gracia Ibars, Tomás Germinal "Victor García" (Mequinenza, 1919 - Montpellier, 1991) escritor anarquista y esperantista.

- Huguet Canalis, Ángel (Belver de Cinca,1958). Licenciado en Psicología y Pedagogía y doctor en Psicopedagogía.
- Ibarz Roca, Miguel (Mequinenza, 1920 - Barcelona, 1987). Pintor, ceramista, grabador y mosaista.
- López Lacasa, Marià (Mequinenza, 1958). Escritor en catalán.
- Moncada i Estruga, Jesús (Mequinenza,1941 - Barcelona, 2005). Escritor galadonado con el Premio Ciudad de Barcelona (1989), el Premio Nacional de la Crítica (1989), Cruz de Sant Jordi (2001) y Premio de las Letras Aragonesas (2004) por su trayectoria literaria que versa mayoritariamente sobre la antigua villa de Mequinenza y su obra "Camino de Sirga".
- de Moncada y Cardona, Francisco (Mequinenza, 1532 - Valencia, 1594) Noble y hombre de estado, I marqués de Aytona, IX conde de Ossona, grande de España, virrey de Cataluña y de Valencia.
- Moré Almenara, Pilar (Fraga, 1940). Pintora.
- Oliva, Juan Carlos (Mequinenza 1965) Entrenador internacional de fútbol.
- Ponte, Raimundo (Fraga, siglo XIII - Tarragona, 1312). Religioso aragonés y teólogo. Obispo de Valencia en 1288.
- Quintana, María (Mequinenza, 1878 - Madrid, 1968) Pedagoga y primera mujer Inspectora General de Enseñanza Primaria en España.
- Riau, Miguel Ángel (Mequinenza, 1989). Jugador profesional de fútbol.
- Salarrullana, Eugenio (Fraga, 1864 - Barbastro, 1920). Escolapio, psicólogo y arabista.
- Sampériz Janín, Jose (Candasnos, 1910 - Mauthausen, Austria, 1941). Periodista y escritor.
- Sender Garcés, Ramón José (Chalamera, 1901 - San Diego, California 1982). Escritor aragonés.
- Soler Casabón, José. (Mequinenza, 1884 - París, 1964) Compositor y músico vanguardista.
- Torres Arbiol, Joaquín (Mequinenza, 1901 - Buenos Aires, 1991). Emigrante ultramarino, editor, director de la Editorial Juventud, creador de la Fundación Joaquín Torres.
- Vallés Pedrix, Antonio (Mequinenza, 1923 - Jaén 2006) Compositor y músico.
- Vallés Pedrix, Edmon (Mequinenza, 1920 - Barcelona, 1980) Periodista, escritor e historiador.